# Wall of Sound
Ne doit pas être confondu avec l'effet musical Wall of Sound.
Wall of Sound est un label indépendant britannique de production de disques créé en 1993 par Mark Jones (en). Commençant par la musique électronique avec des genres tels que le big beat et l'ambient, il se diversifie ensuite pour inclure des artistes du hip-hop et de l'indie rock par la création du sous label We Love You. Il se distingue par l'utilisation de Bauhaus comme police de caractères dans son logo et quelques textes.
Début 2006, Wall of Sound annonce sa fusion avec un concurrent, le distributeur international PIAS.

## Artistes produits
- A.human
- Agoria
- Dylan Donkin
- Elektrons
- Eugene
- Felix da Housecat
- The Hacker
- The Infadels
- Grace Jones
- Kiko
- Laurent Garnier
- Lifelike
- Little Barrie
- Mekon
- Michael Andrews
- Mogwai
- Mongrel
- Mpho Skeef
- Reverend and the Makers
- Röyksopp
- The Shortwave Set
- Shy Child
- Soulwax
- Tepr
- Tiga
- Vitalic
- The Young Gods